# Марков, Андрей Геннадьевич
Ма́рков Андре́й Генна́дьевич (3 октября 1965, Магаданская область, СССР) — с 2008 по 2019 год руководил Главным следственным управлением Следственного комитета России по Московской области, генерал-лейтенант юстиции. С 2019 года Андрей Марков перешел на работу в центральный аппарат Следственного управления Следственного комитета России, трудился в управлении криминалистики СК РФ.

## Биография
- Родился 3 октября 1965 года в Магаданской области.
- Окончил Харьковский юридический институт.
- В 1990 году пришёл на работу в Коломенскую городскую прокуратуру, работал помощником прокурора, следователем.
- С 1995 года работал в аппарате прокуратуры Московской области вначале старшим следователем в отделе по расследованию особо важных дел, убийств и бандитизма, затем заместителем начальника отдела. С 2000 года возглавил этот отдел и руководил им до сентября 2007 года.
- 25 июля 2008 года назначен руководителем Следственного управления Следственного комитета при прокуратуре РФ по Московской области.
- C 2011 года — переназначен президентом России Дмитрием Медведевым[1], по согласованию с Александром Бастрыкиным, на должности руководителя ГСУ СК России по Московской области[2]. В том же году становится основным участником дела о подмосковных казино со стороны следствия.

Женат, воспитывает сына и дочь.

## Деятельность
Особое внимание Андрей Марков уделял борьбе с педофилией и, зачастую, но далеко не всегда, связанных с ней преступлениям мигрантов, а также противодействию коррупции. В дальнейшем, деятельность в этих приоритетных для Маркова направлениях повлияла на решение Бастрыкина о его отставке с поста главы подмосковного СКР. Участвует в профессиональных конференциях. Он известен рискованными межведомственными войнами с прокурорами и «игорному делу» - именно Марков стоял у начала скандального уголовного дела о «крышевании» прокурорами незаконного игорного бизнеса. В 2015 году депутат Антонов через прокуратуру Москвы пытался привлечь Маркова к дисциплинарной ответственности, а в 2011 году Генпрокуратура направляла в Следственный комитет требование возбудить против него уголовное дело, однако, депутатский запрос, как и представление прокурора, не привели к желаемым для ведомства Чайки результатам - Маркова не уволили, не смотря на усилия прокурора Виктора Гриня. Ни к чему, кроме ответных действий, не привел и поиск заместителями генерального прокурора компромата на Маркова, а многочисленные статьи в «желтой прессе» о коррумпированности Маркова не находили своего подтверждения.
Однако, и Маркову успех сопутствовал не всегда, ранее, в 2009 году, Андрей Марков, в должности главы Следственного управления СКП по Московской области, подписал постановление о возбуждении дела против главы Серпуховского района Московской области Александра Шестуна, обвиненного во взяточничестве, которое ничем для Шестуна не закончилось. Позже уже Шестун пытался посадить Маркова по аналогичной статье, но, не смотря на понимание в Генеральной прокуратуре, тоже безуспешно, к 2018 году на Шестуна накопилось достаточно материалов и СКР по Московской области под руководством Маркова, по ходатайству Гриня, совместными с ФСБ и администрацией Президента усилиями, заключили Шестуна под стражу. Тем не менее об ослаблении позиций главного следователя Московской области Маркова стало известно сразу после ареста главы Серпуховского района Шестуна, ранее Марков считался основным претендентом на кресло главы ГСУ по Москве, которое освободилось после ареста Дрыманова, также он мог стать руководителем управления криминалистики СКР.

## Награды и почётные звания
- Медаль «За верность служебному долгу» (СК РФ)
- Медаль «За заслуги» (СК РФ)
- Медаль «За безупречную службу» I, II и III степени (СК РФ)
- Юбилейная медаль «300 лет первой следственной канцелярии России»
- Юбилейная медаль «290 лет прокуратуре России»
- Медаль «За взаимодействие с ФСБ России»
- Почётный сотрудник Следственного комитета Российской Федерации